# Johann Jakob Rambach (Theologe, 1737)

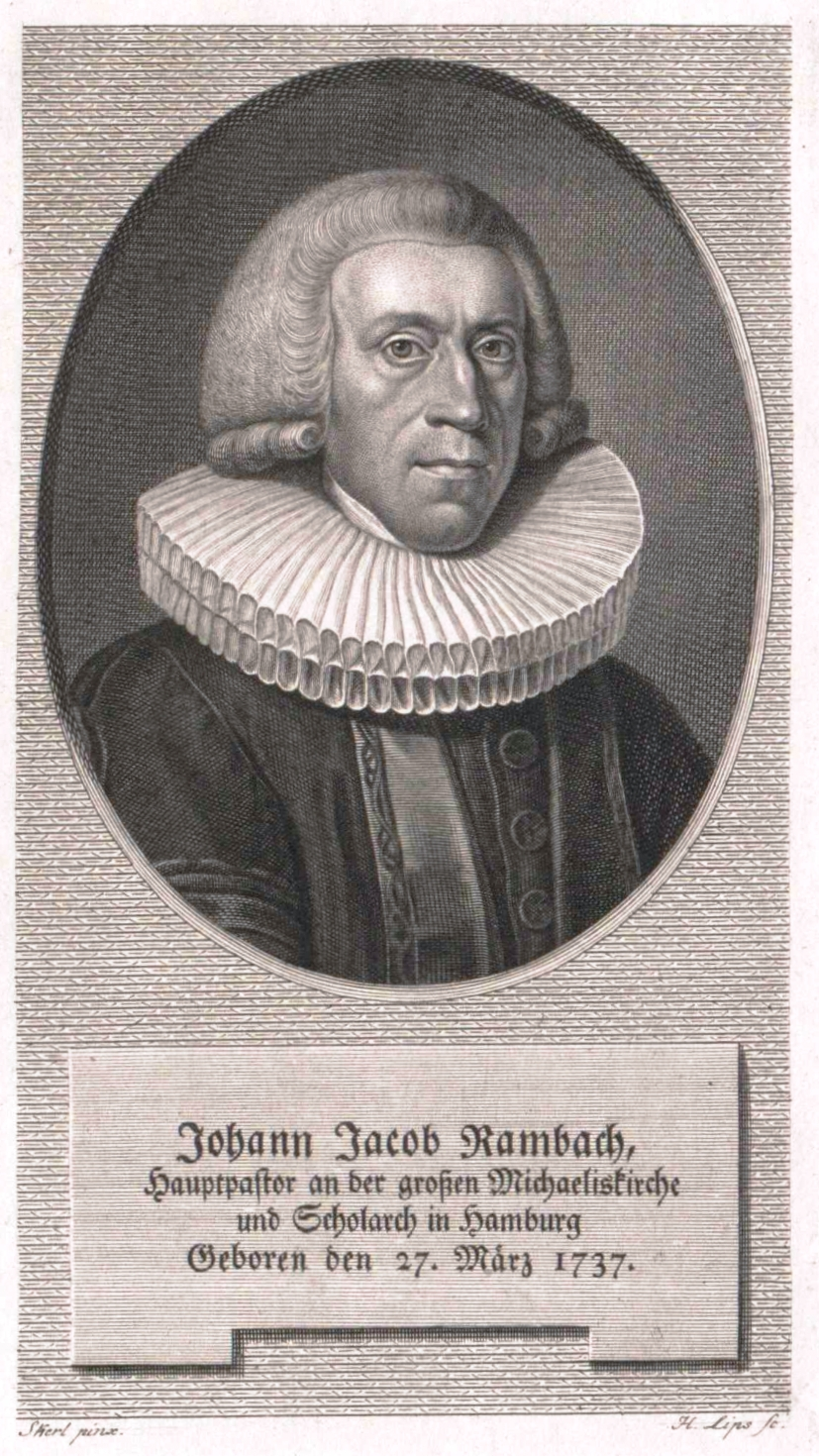
Johann Jacob Rambach

Johann Jakob Rambach, auch Johann Jacob Rambach (* 27. März 1737 in Teupitz; † 6. August 1818 in Ottensen) war ein deutscher lutherischer Theologe.

## Leben
Geboren als Sohn des damaligen Pastors und späteren Oberkonsistorialrats in Breslau, Friedrich Eberhard Rambach (1708–1775), besuchte er die Schule in Halle (Saale), Magdeburg und ab 1749 das Pädagogium Unser lieben Frauen in Magdeburg. Hier erwarb er die Hochschulreife und bezog 1754 zum Theologiestudium die Universität Halle. Seine Lehrer waren Siegesmund Jakob Baumgarten, Christian Benedikt Michaelis und Johann Salomon Semler. 1759 wurde er Lehrer am Pädagogium Unserer lieben Frauen in Magdeburg und vier Jahre später sein Rektor. Ab 1765 war Rambach Rektor in Quedlinburger Gymnasiums, das er durch seine disziplinarischen Maßnahmen in kurzer Zeit zu einer hervorragenden Einrichtung entwickelte.

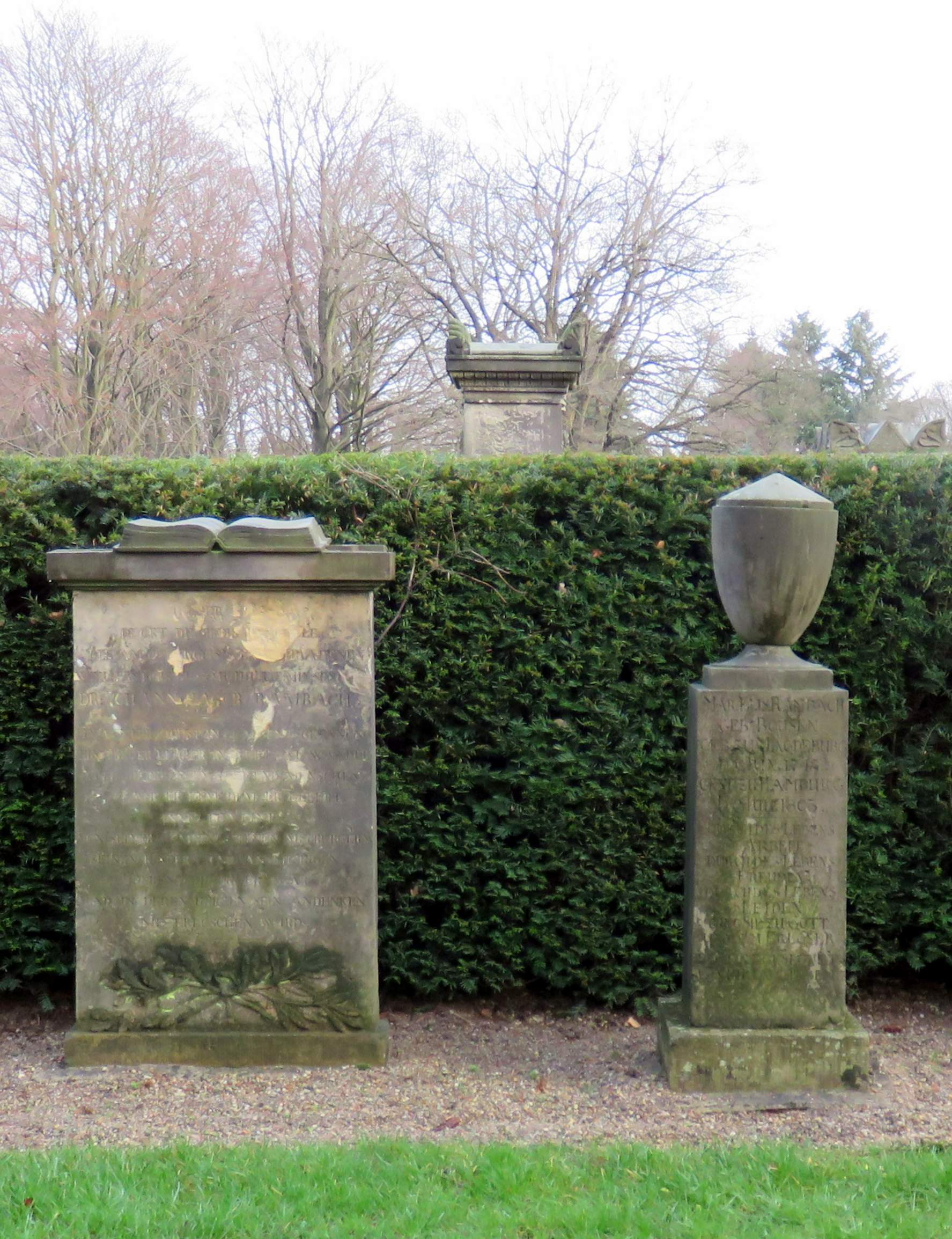
Grabmale für Rambach und seine 2. Ehefrau im Heckengartenmuseum Friedhof Ohlsdorf

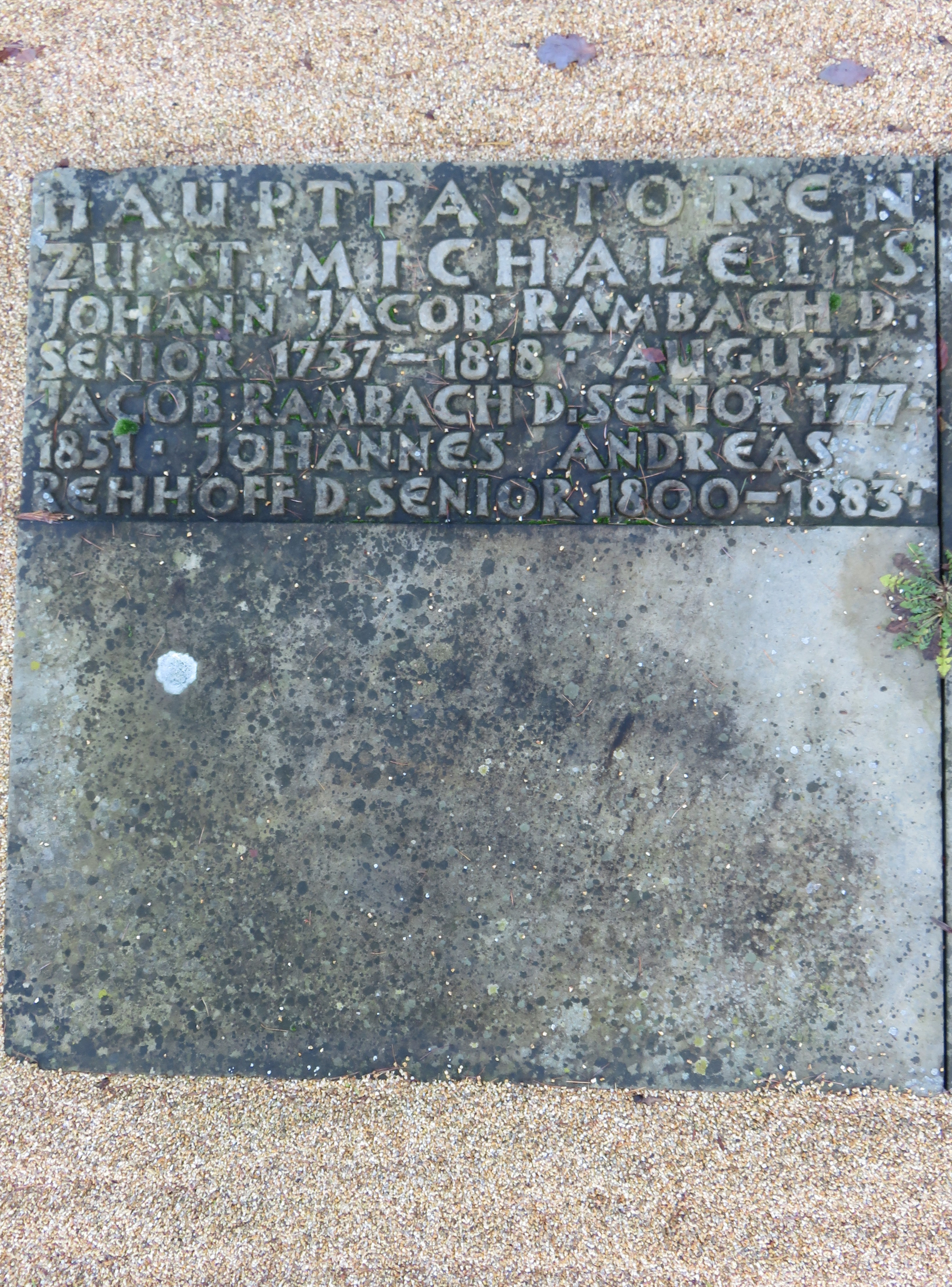
„Johann Jacob Rambach d. Senior“, Sammelgrabmal Hauptpastoren zu St. Michaelis, Friedhof Ohlsdorf

Nachdem er sich als Pädagoge bewährt hatte, wurde er 1773 Oberprediger der Nikolaikirche in Quedlinburg. Am 21. Mai 1780 wurde er zum Hauptpastor der St. Michaeliskirche in Hamburg gewählt. Nachdem er am 3. Oktober desselben Jahres in sein Amt eingeführt worden war, wählte man ihn 10. April 1801 in das Amt des Seniors des Hamburgischen Ministeriums und damit zum Sprecher der Hamburger Geistlichkeit. Berufungen zum Generalsuperintendenten und zum Professor der Theologie nach Königsberg (Preußen) lehnte er ab. Am 21. Mai 1801 promovierte ihn die Theologische Fakultät der Universität Halle zum Doktor der Theologie. In seine Amtszeit fiel die Besetzung Hamburgs durch die Franzosen und der Verlust der kleinen Michaeliskirche an die Katholische Kirche unter dem französischen General Louis-Nicolas Davout, mit dem Rambach harte Auseinandersetzungen hatte.
Rambach war ein bedeutender Theologe, ein gefeierter Kanzelredner und Vorkämpfer für die Reinheit der lutherischen Lehre. Er ließ nach der Sitte seiner Zeit die Entwürfe seiner Predigten drucken. Dabei sammelten sich 35 Jahrgänge in den Jahren 1781–1815 an. Zudem hat Rambach eine vollständige Evangelienpostille in zwei Bänden, unter dem Titel Predigten über die Sonn und Festtäglichen Evangelia zur häuslichen Erbauung, herausgegeben (1. Bd. Hamburg 1796, 2. Bd. Hamburg 1798). Am 31. Oktober 1786 führte er die Turmweihe an der St. Michaeliskirche durch, beteiligte sich an den Umgestaltungsmaßnahmen an der Gelehrtenschule des Johanneums in den Jahren 1801/02 und berief Johann Gottfried Gurlitt zum Rektor dieser Einrichtung.
Wegen einer Erkrankung 1815 hielt er sich auf seinem Landhaus in Ottensen auf, um 1816 wieder seine Amtsgeschäfte als Senior zu führen. Am Abend des 5. August 1818 erlitt er im Vorgarten seines Landhauses in Ottensen sitzend einen Herzanfall. Man brachte ihn ins Bett, wo er in der Frühe um 2 Uhr verstarb.
Rambach war zweimal verheiratet. In erster Ehe mit Marie Juliane Louise Boysen (1745–1773), der Tochter des Oberhofpredigers Friedrich Eberhard Boysen. Die zweite Ehe schloss er mit deren Schwester Eva Maria Elisabeth Boysen (1748–1803). Aus erster Ehe erlangten  die Söhne Friedrich Eberhard Rambach und Johann Jakob Rambach, aus zweiter Ehe August Jacob Rambach Bekanntheit.